# Lokális Csoport (csillagászat)

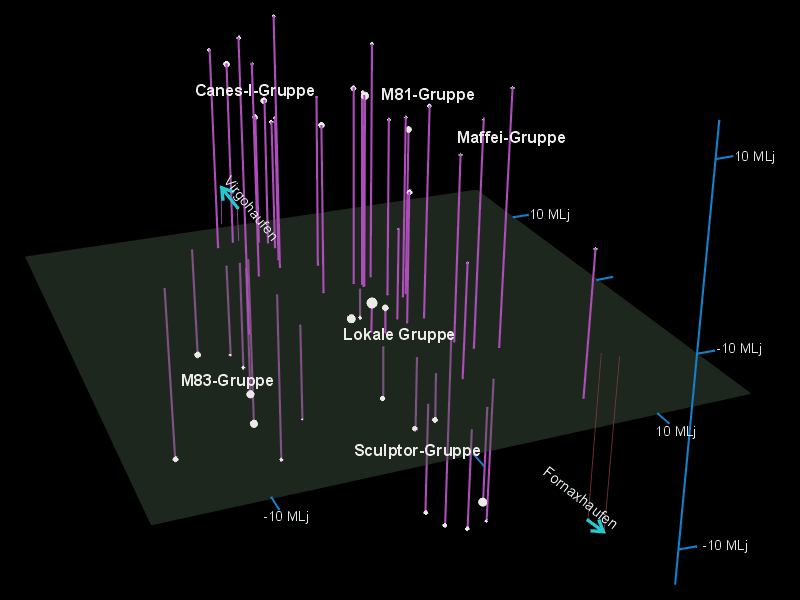
A Lokális Csoport és a közeli galaxiscsoportok térbeli megjelenítése

A Lokális Galaxiscsoport (Lokális Halmaz, Lokális Rendszer, Lokális Csoport, Lokális Galaxishalmaz) az a galaxishalmaz, amelybe a Tejútrendszer és az Androméda-galaxis is tartozik. A csoport körülbelül harminc tagot számlál, gravitációs középpontja e két említett galaxis között helyezkedik el. Átmérője 10 millió fényév körüli, és kettős (súlyzó) alakja van. A csoport teljes tömege feltehetően (1,29 ± 0,14)·1012M☉.
A csoport maga egyike a Virgo-szuperhalmaz csoportjainak.
A Lokális Csoport két legnagyobb tömegű tagja a kísérőgalaxisok rendszerével rendelkező Tejútrendszer és Androméda-galaxis. A Tejútrendszer kísérői közé tartozik a Sag DEG, a Nagy Magellán-felhő, a Kis Magellán-felhő, a Canis Major-törpegalaxis, az Ursa Minor-törpegalaxis, a Draco-törpegalaxis, a Carina-törpegalaxis, a Sextans-törpegalaxis, a Sculptor-törpegalaxis, a Fornax-törpegalaxis, a Leo I, a Leo II, a Tucana-törpegalaxis és az Ursa Major-törpegalaxis. Az Androméda-rendszerbe sorolható az M32, az M110, az NGC 147, az NGC 185, az And I, az And II, az And III, az And IV, az And V, a Pegasus dSph, a Cassiopeia-törpegalaxis, az And VIII, az And IX és az And X. A Lokális Csoport harmadik legnagyobb galaxisának a Triangulum-galaxis tekinthető, amennyiben elfogadjuk az Androméda-rendszertől való függetlenségét. A Lokális Csoport többi tagja gravitációs hatása alapján a Triangulum-galaxisból és kísérőiből álló alcsoportba tartozik.

## Képsor

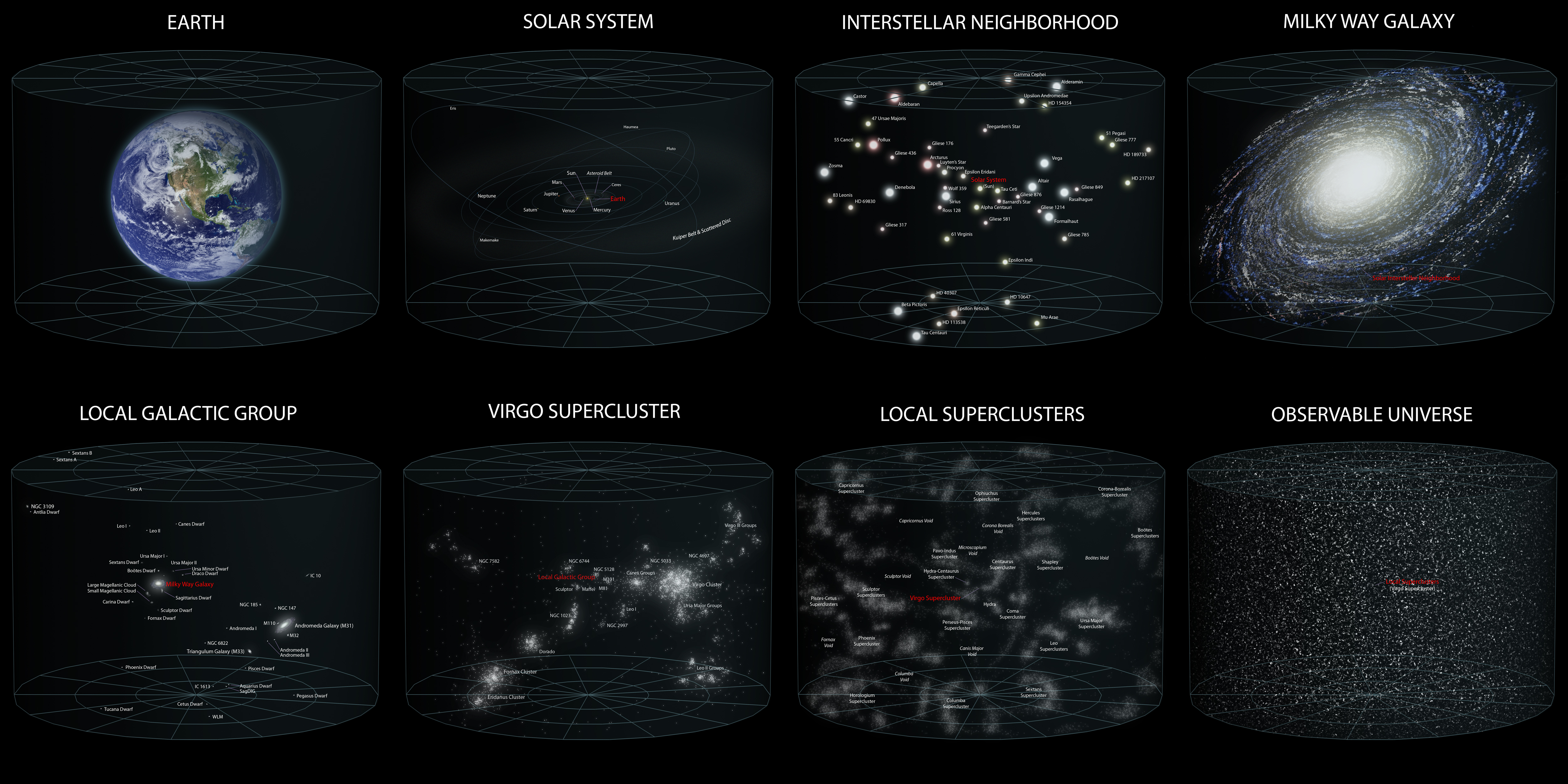
Ugyanaz kisebb képen

## A Lokális Csoport tagjai

A Lokális Csoport galaxisainak elhelyezkedése
A Tejútrendszer (Milky Way) van az ábra középpontjában, a középen fent található kereszt 1 millió fényév hosszúságot jelöl

| Spirálgalaxisok                                           | Spirálgalaxisok | Spirálgalaxisok | Spirálgalaxisok                                                 |
| Név                                                       | típus           | csillagkép      | megjegyzés                                                      |
| --------------------------------------------------------- | --------------- | --------------- | --------------------------------------------------------------- |
| Tejútrendszer                                             | SBbc            | n/a             | nagy tömegű tag, a csoportban az egyetlen küllős spirálgalaxis. |
| Androméda-galaxis (M31, NGC 224)                          | SAb             | Andromeda       | a csoport legnagyobb tagja                                      |
| Triangulum-galaxis (M33, NGC 598)                         | SAc             | Triangulum      | Kísérője az Androméda-ködnek?                                   |
| Elliptikus galaxisok                                      |                 |                 |                                                                 |
| név                                                       | típus           | csillagkép      | megjegyzés                                                      |
| M110 (NGC 205)                                            | E6p             | Andromeda       | az Androméda-galaxis kísérője                                   |
| M32 (NGC 221)                                             | E2              | Andromeda       | az Androméda-galaxis kísérője                                   |
| Irreguláris galaxisok                                     |                 |                 |                                                                 |
| név                                                       | típus           | csillagkép      | megjegyzés                                                      |
| Wolf-Lundmark-Melotte (WLM, DDO 221)                      | Ir+             | Cetus           |                                                                 |
| IC 10                                                     | KBm vagy Ir+    | Cassiopeia      |                                                                 |
| Kis Magellán-felhő (SMC, NGC 292)                         | SB(s)m pec      | Tucana          | a Tejútrendszer kísérője                                        |
| Canis Major-törpegalaxis                                  | Irr             | Canis Major     | a Tejútrendszer kísérője                                        |
| Pisces-törpegalaxis (LGS3)                                | Irr             | Pisces          | A Triangulum-galaxis kísérője?                                  |
| IC 1613 (DDO 8)                                           | IAB(s)m V       | Cetus           |                                                                 |
| Phoenix-törpegalaxis                                      | Irr             | Phoenix         |                                                                 |
| Nagy Magellán-felhő (LMC)                                 | Irr/SB(s)m      | Dorado          | a Tejútrendszer kísérője                                        |
| Leo A (Leo III)                                           | IBm V           | Leo             |                                                                 |
| Sextans B (DDO 70)                                        | Ir+IV-V         | Sextans         |                                                                 |
| NGC 3109                                                  | Ir+IV-V         | Hydra           |                                                                 |
| Sextans A (DDO 75)                                        | Ir+V            | Sextans         |                                                                 |
| Elliptikus törpegalaxisok                                 |                 |                 |                                                                 |
| név                                                       | típus           | csillagkép      | megjegyzés                                                      |
| NGC 147 (DDO 3)                                           | dE5 pec         | Cassiopeia      | az Androméda-galaxis kísérője                                   |
| GR 8 (DDO 155)                                            | Im V            |                 |                                                                 |
| SagDIG (Sagittarius irreguláris törpegalaxis)             | IB(s)m V        | Sagittarius     |                                                                 |
| NGC 6822 (Barnard-galaxis)                                | IB(s)m IV-V     | Sagittarius     |                                                                 |
| Aquarius-törpegalaxis (DDO 210)                           | Im V            | Aquarius        |                                                                 |
| IC 5152                                                   | IAB(s)m IV      | Indus           |                                                                 |
| Pegasus Dwarf (Pegasus irreguláris törpegalaxis, DDO 216) | Irr             | Pegasus         |                                                                 |
| Szferoidális törpegalaxisok                               |                 |                 |                                                                 |
| név                                                       | típus           | csillagkép      | megjegyzés                                                      |
| Cetus-törpegalaxis                                        | dSph/E4         | Cetus           |                                                                 |
| Androméda III                                             | dE2             | Andromeda       | az Androméda-galaxis kísérője                                   |
| NGC 185                                                   | dE3 pec         | Cassiopeia      | az Androméda-galaxis kísérője                                   |
| Androméda I                                               | dE3 pec?        | Andromeda       | az Androméda-galaxis kísérője                                   |
| Sculptor-törpegalaxis (E351-G30)                          | dE3             | Sculptor        | a Tejútrendszer kísérője                                        |
| Androméda V                                               | dSph            | Andromeda       | az Androméda-galaxis kísérője                                   |
| Androméda II                                              | dE0             | Andromeda       | az Androméda-galaxis kísérője                                   |
| Fornax-törpegalaxis (E356-G04)                            | dSph/E2         | Fornax          | a tejútrendszer kísérője                                        |
| Carina-törpegalaxis (E206-G220)                           | dE3             | Carina          | a Tejútrendszer kísérője                                        |
| Antlia-törpegalaxis                                       | dE3             | Antlia          |                                                                 |
| Leo I (DDO 74)                                            | dE3             | Leo             | a Tejútrendszer kísérője                                        |
| Sextans-törpegalaxis                                      | dE3             | Sextans         | a Tejútrendszer kísérője                                        |
| Leo II (Leo B)                                            | dE0 pec         | Leo             | a Tejútrendszer kísérője                                        |
| Ursa Minor-törpegalaxis                                   | dE4             | Ursa Minor      | a Tejútrendszer kísérője                                        |
| Draco-törpegalaxis (DDO 208)                              | dE0 pec         | Draco           | a Tejútrendszer kísérője                                        |
| SagDEG (Sagittarius elliptikus törpegalaxis)              | dSph/E7         | Sagittarius     | a Tejútrendszer kísérője                                        |
| Tucana-törpegalaxis                                       | dE5             | Tucana          | a Tejútrendszer kísérője                                        |
| Cassiopeia-törpegalaxis (Andromeda VII)                   | dSph            | Cassiopeia      | az Androméda-galaxis kísérője                                   |
| Pegasus Spheroidal törpegalaxis (And VI)                  | dSph            | Pegasus         | az Androméda-galaxis kísérője                                   |
| Ursa Maior-törpegalaxis                                   | dSph            | Ursa Maior      | a Tejútrendszer kísérője                                        |
| Típusuk nem egyértelmű                                    |                 |                 |                                                                 |
| név                                                       | típus           | csillagkép      | megjegyzések                                                    |
| Androméda IV                                              | Irr?            | Andromeda       | valószínűleg nem galaxis                                        |
| UGC-A 86 (0355+66)                                        | Irr, dE or S0   | Camelopardalis  |                                                                 |
| UGC-A 92 (EGB0427+63)                                     | Irr or S0       | Camelopardalis  |                                                                 |
| Valószínűleg nem tagok                                    |                 |                 |                                                                 |
| név                                                       | típus           | csillagkép      | megjegyzések                                                    |
| NGC 404                                                   | E0 or SA(s)0-   | Andromeda       |                                                                 |
| NGC 1569                                                  | Irp+ III-IV     | Camelopardalis  |                                                                 |
| NGC 1560 (IC 2062)                                        | Sd              | Camelopardalis  |                                                                 |
| Camelopardalis A                                          | Irr             | Camelopardalis  |                                                                 |
| Argo-törpegalaxis                                         | Irr             | Carina          |                                                                 |
| 2318-42                                                   | Irr             | Grus            |                                                                 |
| UKS 2323-326                                              | Irr             | Sculptor        |                                                                 |
| UGC 9128 (DDO 187)                                        | Irp+            | Bootes          |                                                                 |
| Palomar 12 (Capricornus-törpegalaxis)                     |                 | Capricornus     | Gömbhalmaz, korábban törpe szferoidális galaxisnak tekintették  |
| Palomar 4 (eredeti elnevezése Ursa Major Dwarf)           |                 | Ursa Major      | Gömbhalmaz, korábban törpe szferoidális galaxisnak tekintették  |
| Sextans C                                                 |                 |                 |                                                                 |